# Авраам Патуска да Силвейра
Авраам Патуска да Силвейра (порт. Abraham Patusca da Silveira), більше відомий як Аракен (порт. Araken, 17 липня 1905, Сан-Паулу, Бразилія — 24 січня 1990, Санту, Бразилія) — бразильський футболіст, що грав на позиції нападника, зокрема, за клуби «Сантус» та «Сан-Паулу», а також національну збірну Бразилії.
Дворазовий переможець Ліги Пауліста.

## Клубна кар'єра
У футболі дебютував 1920 року виступами за «Сантус», де провів чотири сезони.
Протягом 1925 року захищав кольори команди клубу «Атлетіко Паулістано».
Своєю грою за останню команду знову привернув увагу представників тренерського штабу клубу «Сантус», до складу якого повернувся 1926 року. Цього разу відіграв за команду з Сантуса наступні три сезони своєї ігрової кар'єри.
Згодом в 1930 році грав у складі «Сан-Паулу», «Фламенго» та «Атлетіко Сантіста» і повернувся до клубу «Сан-Паулу». Цього разу провів у складі його команди чотири сезони.
З 1934 року втретє, цього разу три сезони захищав кольори команди клубу «Сантус». Більшість часу, проведеного у складі «Сантуса», був основним гравцем атакувальної ланки команди. У складі «Сантуса» був одним з головних бомбардирів команди, маючи середню результативність на рівні 0,92 голу за гру першості.
Протягом 1937 року захищав кольори «Естудіантес Пауліста».
Завершив професійну ігрову кар'єру у клубі «Сан-Паулу», у склад якого перейшов втретє. Захищав її кольори до припинення виступів на професійному рівні у 1938 році.
Помер 24 січня 1990 року на 85-му році життя у місті Санту.

## Виступи за збірну
1930 року дебютував в офіційних матчах у складі національної збірної Бразилії, провівши у її формі 1 матч на чемпіонаті світу 1930 року в Уругваї проти Югославії (1:2). Переможну гру з Болівією (4:0)  пропустив.

## Титули і досягнення

### Командні
- Переможець Ліги Пауліста (2):

«Сан-Паулу»: 1931
«Сантус»: 1935

### Особисті
Найкращий бомбардир Ліги Пауліста: (1)
1927 (31 гол)